# Virgichneumon krapinensis
Virgichneumon krapinensis là một loài tò vò trong họ Ichneumonidae.